# Атамановка (Каменский район)
Атама́новка — хутор в Каменском районе Воронежской области России.
Входит в состав Карпенковского сельского поселения.

## Население
| 2010 |
| ---- |
| 50   |

## Улицы
На хуторе имеется одна улица — Атамановская.